# カリカガン島
カリカガン島（カリカガンとう、アレウト語：Qisxagan）とは、アリューシャン列島フォックス諸島を構成する島の1つである。

## 地理
ベーリング海にあり、ティガルダ島の北東に位置している無人島である。周囲の長さは約1.6km。

## 歴史
ロシア帝国海軍のTeben'kovによって、1852年にこの名前で登録された。